# Фронтейрас

Фронтейрас на карте штата.

Фронтейрас (порт. Fronteiras) — муниципалитет в Бразилии, входит в штат Пиауи. Составная часть мезорегиона Юго-восток штата Пиауи. Входит в экономико-статистический микрорегион Алту-Медиу-Канинде. Население составляет 11 117 человек на 2010 год. Занимает площадь 760,506 км². Плотность населения — 14,62 чел./км².

## Демография
Согласно сведениям, собранным в ходе переписи 2010 г. Национальным институтом географии и статистики (IBGE), население муниципалитета составляет:
| Полное население                               | Полное население                               | Полное население                               | Полное население                               | 11 117 |
| ---------------------------------------------- | ---------------------------------------------- | ---------------------------------------------- | ---------------------------------------------- | ------ |
| в том числе:                                   | Городское население                            | 7288                                           | Процент городского населения, %                | 65,56  |
|                                                | Сельское население                             | 3829                                           | Процент сельского населения, %                 | 34,44  |
|                                                | Мужское население                              | 5478                                           | Процент мужского населения, %                  | 49,28  |
|                                                | Женское население                              | 5639                                           | Процент женского населения, %                  | 50,72  |
| Плотность населения, чел/км²                   | Плотность населения, чел/км²                   | Плотность населения, чел/км²                   | Плотность населения, чел/км²                   | 14,62  |
| Население муниципалитета в % к населению штата | Население муниципалитета в % к населению штата | Население муниципалитета в % к населению штата | Население муниципалитета в % к населению штата | 0,36   |

По данным оценки 2016 года, население муниципалитета составляет 11 372 жителя.

## Статистика
- Валовой внутренний продукт на 2003 год составляет 103 691 651,00 реалов (данные: Бразильский институт географии и статистики).
- Валовой внутренний продукт на душу населения на 2003 год составляет 10 084,77 реалов (данные: Бразильский институт географии и статистики).
- Индекс развития человеческого потенциала на 2000 год составляет 0,613 (данные: Программа развития ООН).